# Initiative OB für Dresden
Die Initiative „OB für Dresden“ bildete sich im November 2000 aus der Erkenntnis heraus, dass es den „großen“ Parteien in Dresden bis dahin nicht gelungen war, einen geeigneten, überparteilich wählbaren Kandidaten zu finden für eine Aufstellung zur Oberbürgermeisterwahl 2001 als Herausforderer gegenüber dem erneut kandidierenden Amtsinhaber Herbert Wagner (CDU, Dresdner Oberbürgermeister (OB) seit 1990) und Wolfgang Berghofer, dessen Kandidatur im Raume stand.
Hauptinitiatoren waren dabei die Lektorin Christiane Filius-Jehne, der Politikwissenschaftler an der TU Dresden, Dr. Dietrich Herrmann, der freie Projektentwickler Werner Becker und der Buchhändler Christian Bahnsen. Initiatoren und spätere Mitglieder, die vor allem aus Dresdner Kultur- und Akademikerkreisen kamen, gehörten verschiedenen Parteien an oder waren parteilos.
In der Folge mehrerer öffentlicher Aufrufe wurden von außen verschiedene, auch völlig abwegige, Kandidaten ins Gespräch gebracht. Nach einer Serie von Sondierungsgesprächen mit potenziellen Kandidaten und potenziellen Unterstützergruppen und -parteien lief die Kandidatensuche auf Ingolf Roßberg (damals Mitglied der FDP) zu, dessen Kandidatur am 16. Februar 2001 öffentlich verkündet wurde. Im März 2001 gründete sich die Initiative aus formalrechtlichen Gründen in eine Wählervereinigung um (Vorstand des eingetragenen Vereins: Christiane Filius-Jehne, Dr. Dietrich Herrmann, Norbert Pfütze, Andreas Querfurth) und wurde Trägerin des Wahlvorschlages für die Oberbürgermeisterwahl am 10. Juni 2001. Nacheinander erklärten SPD, Bündnis 90/Die Grünen, ÖDP, FDP sowie nach der Absage Wolfgang Berghofers, als deren Kandidat anzutreten, auch die PDS ihre Unterstützung.
Nachdem ihr Kandidat Ingolf Roßberg im ersten Wahlgang zwar die meisten Stimmen erhielt, jedoch mit 47 % die absolute Mehrheit verfehlte, wurde ein zweiter Wahlgang am 24. Juni 2001 erforderlich, bei der dann auch Wolfgang Berghofer antrat, um damit die Chancen des amtierenden CDU-Oberbürgermeisters Herbert Wagner zu stärken, wie Berghofer später einräumte. Im zweiten Wahlgang gewann Roßberg, zu dessen Gunsten Friederike Beier (1. Wahlgang 8,9 %) verzichtet hatte, mit 47,1 % gegenüber 40,0 % für Wagner und 12,2 % für Berghofer. Die Wählervereinigung löste sich nach Erfüllung ihrer Aufgaben 2002/2003 auf, der Verein wurde 2004 liquidiert.
Initiatoren und Aktivisten der Bürgerinitiative waren dann während des Hochwassers in Dresden im August 2002 Mitbegründer der Initiative „Hilfe für Dresden – Bürger helfen Bürgern“, die damals in Kooperation mit dem Kulturbüro Dresden und in Absprache mit der Stadtverwaltung einen großen Teil der gegenseitigen Hochwasserhilfe von Bürgern für Bürger koordinierte.